# Musophaga
Musophaga is een voormalig geslacht van vogels uit de familie van de toerako's (Musophagidae). De twee soorten in dit geslacht, de Lady Ross' toerako en de Violette toerako, zijn verplaatst naar het geslacht tauraco.